# Parafia św. Jakuba Apostoła w Koziebrodach
Parafia pw. św. Jakuba Apostoła w Koziebrodach – parafia rzymskokatolicka należąca do dekanatu raciąskiego, diecezji płockiej, metropolii warszawskiej.

## Historia parafii
Parafia została erygowana w drugiej połowie XIV wieku, prawdopodobnie w 1373 lub 1376. Erekcję parafii potwierdził biskup Jakub z Kurdwanowa w 1420.

### Kościół parafialny
Obecnie istniejący kościół został ukończony w 1880 i jest drugim lub trzecim zbudowanym w tym miejscu. Budowniczym kościoła był wieloletni (1832–1892) proboszcz ks. Piotr Kwiatkowski. Jest to budowla murowana, jednonawowa, zbudowana w stylu neobarokowym. Świątynia została powiększona o kaplicę Świętej Rodziny w latach 1902–1903, a w 1925 o prezbiterium. Marmurowy ołtarz główny zdobi XVII-wieczna kopia obrazu Matki Boskiej Częstochowskiej. Ponadto kościół posiada 4 ołtarze boczne, w tym dwa barokowe z rzeźbami z połowy XVIII wieku. Wyposażenie kościoła stanowią obrazy św. Mikołaja (XVIII wiek) i Ukrzyżowania z Matką Boską i św. Janem (XVII wiek). Polichromia świątyni pochodzi z 1973.

## Duszpasterze
- ks. dr Marcin Sadowski – administrator (13 grudnia 2020 – 31 lipca 2021)
- ks. Dariusz Żuławnik – administrator (1 sierpnia 2021 – 30 czerwca 2022)
- ks. Dariusz Żuławnik – proboszcz (od 1 lipca 2022)[2]